# آدم كان
آدم كان (بالإنجليزية: Adam Kane)‏ هو منتج أفلام ومصور سينمائي ومنتج تلفزيوني ومخرج أمريكي، ولد في 23 يناير 1968 في بربانك في الولايات المتحدة.

## وصلات خارجية
- آدم كان على موقع IMDb (الإنجليزية)
- آدم كان على موقع ألو سيني (الفرنسية)
- آدم كان على موقع أول موفي (الإنجليزية)
- آدم كان على موقع قاعدة بيانات الأفلام السويدية (السويدية)
- آدم كان على موقع قاعدة بيانات الفيلم (الإنجليزية)
- آدم كان على موقع كينوبويسك (الروسية)